# Alois Hitler
Alois Johann Hitler Sr., születési nevén Alois Johann Schicklgruber (Strones, Alsó-Ausztria, 1837. június 7. – Leonding, Felső-Ausztria, 1903. január 3.) osztrák közszolga, vámtiszt, Adolf Hitler német diktátor édesapja.

## Élete
Alois Hitler házasságon kívül született egy 42 éves parasztasszony, Maria Schicklgruber fiaként, édesapja kilétét a mai napig homály fedi. Fiatalon a vámtiszti pályát választotta, hivatásában sikeres karriert futott be. 1876-ban vette fel nevelőapja nevét, a Hiedlert, amely tisztázatlan okokból végül Hitler alakban került rögzítésre.
Hitler meglehetősen sok nővel folytatott viszonyt, háromszor házasodott, de már korábban is született házasságon kívül egy lánya: Thekla Penz 1869. október 31-én adott életet Theresia Penz nevű lányuknak. Alois első házasságát 36 évesen kötötte egy vámtiszt 50 éves, jómódú lányával, Anna Glasl-Hörerrel, majd nem sokkal később már Franziska "Fanni" Matzelsbergerrel folytatott viszonyt, amely végül 1880 novemberében váláshoz vezetett első feleségétől. Hitler 1883-ban vette el az akkor még alig 22 esztendős Matzelsbergert, előző felesége halálát követően. Felesége addigra már két gyereket is szült neki: Alois Jr.-t és Angelát. Matzelsberger a rá következő évben, 1884-ben, mindössze 23 évesen elhunyt.
Hitler 1885 januárjában vette el feleségül Klara Pölzl házvezetőnőt, akivel még második házassága idején ismerkedett meg. Tőle négy gyereke született, akik közül csupán egy érte meg a felnőttkort: 1885 májusában született Gustav, 1886-ban Ida, 1887-ben pedig Otto, utóbbi azonban mindössze pár naposan meghalt. 1887–1888 telén diftéria támadta meg a családot, amelynek Gustav és Ida is áldozatul esett.
1889. április 20-án Klara életet adott negyedik gyermeküknek, a jövendőbeli diktátornak, Adolf Hitlernek. Alois keveset törődött fia nevelésével, közszolgálati pályára szánta őt, Adolf azonban nem kedvelte apját, és számos alkalommal lázadt ellene. Alois Hitler a legtöbb gyermekével egyébként is rossz viszonyt ápolt, akárcsak feleségével.
1895-ben Alois egy 3,6 hektáros telket vásárolt Lambach közelében, ide költöztette családját, majd az év júniusában nyugdíjba vonult 58 éves korában, 40 év vámtiszti szolgálatot követően. A gazdálkodó életmód következtében idős korára elszegényedett.
1903. január 3-án reggel a Gasthaus Wiesinger nevű fogadóba ment, hogy megigya szokásos reggeli borát, majd miután egy újságot adtak a kezébe, összeesett. Egy közeli szobába vitték, és orvost hívtak hozzá, addigra azonban meghalt. 65 évet élt.

## Fordítás
- Ez a szócikk részben vagy egészben  az   Alois Hitler című angol Wikipédia-szócikk fordításán alapul.  Az eredeti cikk szerkesztőit annak laptörténete sorolja fel. Ez a jelzés csupán a megfogalmazás eredetét és a szerzői jogokat jelzi, nem szolgál a cikkben szereplő információk forrásmegjelöléseként.